# 泡點
泡點（又稱起泡點）在熱力學中，是於固定壓力下加熱一含有雙成份或多成份液體的過程中，形成第一個氣泡時的溫度。此時，氣相與液相之組成不同，因此在不同組成下之泡點與露點是設計蒸餾裝置時實用的數據。對於一僅含有單成份之系統，泡點與露點為同一點，稱為沸點。

## 计算
泡点存在以下关系
{\displaystyle \sum _{i=1}^{N_{c}}y_{i}=\sum _{i=1}^{N_{c}}K_{i}x_{i}=1}
其中
{\displaystyle K_{i}\equiv {\frac {y_{ie}}{x_{ie}}}}.
{\displaystyle K} 是分配系数或 K 因子，定义为平衡时气相摩尔分数 {\displaystyle y_{ie}} 与液相摩尔分数 {\displaystyle x_{ie}} 的比值
当溶液遵守拉乌尔定律和亨利定律时，{\displaystyle K} 可被认为是组分蒸气压 {\displaystyle P'_{i}} 和系统总压 {\displaystyle P} 的比值：
{\displaystyle K_{i}={\frac {P'_{i}}{P}}}
在给定 {\displaystyle x_{i}} 或 {\displaystyle y_{i}} 以及双组分系统的温度或压力之一，即可通过已知量算出其他未知量。